# Оселедцевий король чубатий
Оселе́дцевий коро́ль чуба́тий (Regalecus glesne) — морська риба із родини оселедцевих королів (Regalecidae), ряду лампридоподібних (Lampriformes).
Це напівглибоководна риба, що зустрічається в теплих і помірно теплих водах Тихого, Атлантичного і Індійського океанів. У Атлантиці широко поширений, відзначається у Середземному морі. У східній Пацифіці від Топанга-Біч у Південній Каліфорнії, США, до Чилі. Зустрічається на глибині 50-700 метрів, також від 20 до 200 метрів і навіть 1000 метрів і траплються іноді на поверхні. Оселедцевого короля зустрічають іноді в косяках оселедця, яким він живиться.
Перший опис оселедцевого короля датується 1771 роком.

## Опис

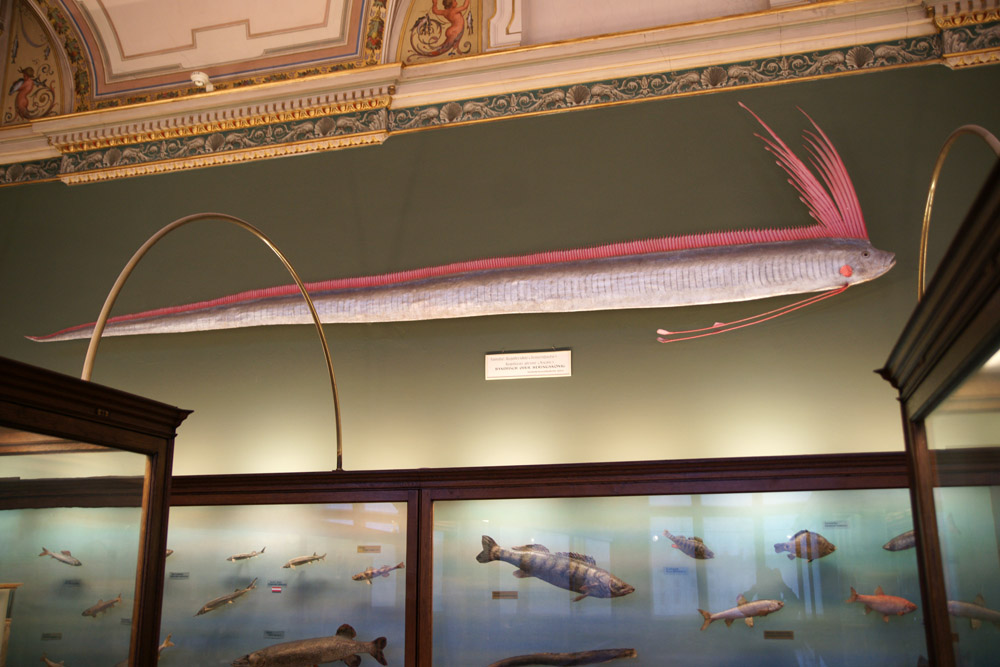
Оселедцевий король у Віденському музеї

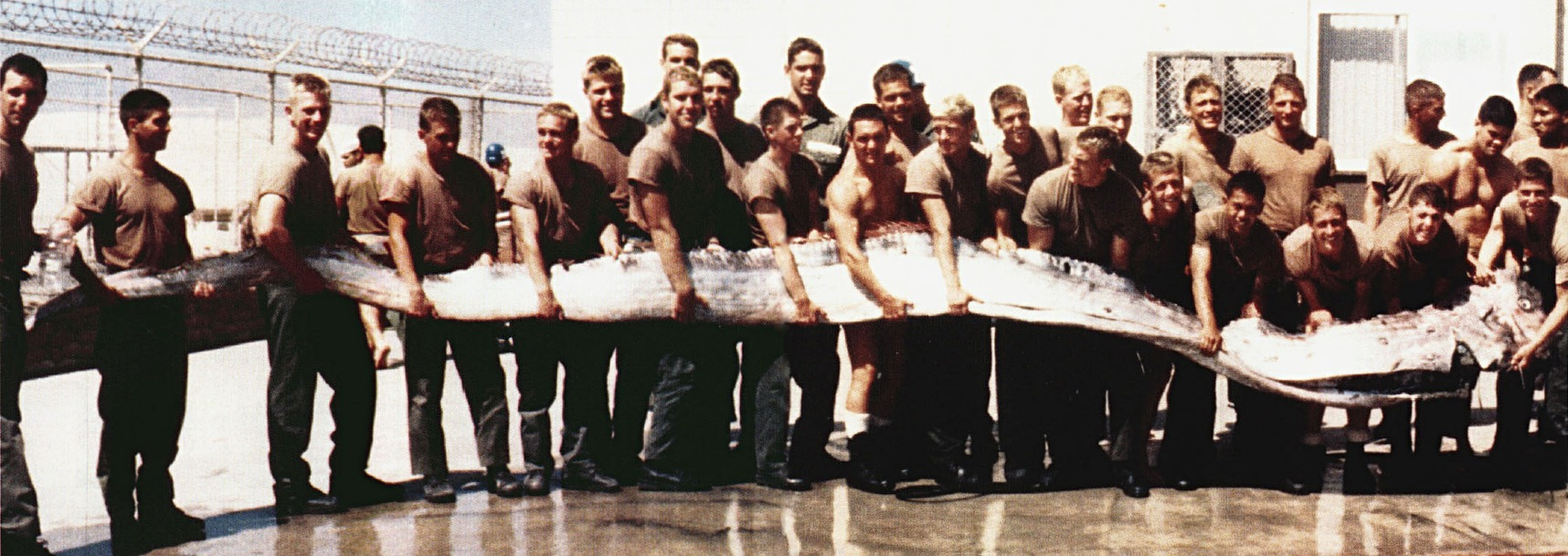
«Морські котики» демонструють оселедцевого короля з дуже рідкісною довжиною в 7 м, якого викинуло на берег у 1996 році поблизу Сан-Дієго, США

Оселедцеві королі зазвичай досягають довжини 5,5 м (при вазі 250 кг), але зафіксовано екземпляри довжиною до 11 метрів, або, за непідтвердженими даними навіть 17 метрів. Це найдовша з нині живих кісткових риб про що свідчить запис у Книзі рекордів Гіннесса. Тіло оселедцевого короля має ременеподібну форму: наприклад, при довжині 3,5 м ширина тулуба може становити тільки 5 см. Окремі екземпляри знаходять викинутими на берег після шторму. Плавають ці риби зазвичай головою догори, розташовуючи тіло в положенні, близькому до вертикального. При цьому вони підтримують від опускання тіло, питома вага якого більша, ніж вага води, і поступально переміщаються з невеликою швидкістю за рахунок хвилеподібних рухів довгого спинного плавця. Промислової цінності не представляє: м'ясо оселедцевого короля неїстівне, і від нього відмовляються навіть тварини. Викликає певний інтерес як об'єкт спортивного лову. Іноді ременетілі потрапляють до рибальських сіток, але трапляється це дуже рідко. Останній раз великого оселедцевого короля довжиною 5 м виловили в Чилі, біля міста Аріка у липні 2022 року.

## У фольклорі та мистецтві
Зустрічі моряків з гігантськими оселедцевими королями, що плавають біля поверхні, і напіврозкладені останки оселедцевих королів, викинуті на берег, стали однією з основ історій про «морського змія», який в деяких оповіданнях описується як чудовисько, що має кінську голову з вогненно-рудою гривою, що розвівається. За таку гриву, мабуть, приймали довгі промені спинного плавця, що утворюють «плюмаж» на голові риби.
На Філіппінах місцеві жителі називають рибу провісником лих і швидкого катаклізму
- У творчості санкт-петербурзької фолк-рок-групи «Тролль гнёт ель» існує пісня «Селедяний король», заснована на легендах, пов'язаних з цією рибою.
- Пісня під назвою «Король оселедців» присутня у творчості Тікі Шельєн та «Оркестру перелітного кабака».
- Іку Нагае — вигаданий персонаж всесвіту відеоігор Touhou Project, чий образ натхненний оселедцевим королем. У її профілі також зазначено, що вона — єкай, колись була ремінь-рибою. За сюжетом файтинга «Scarlet Weather Rhapsody» цієї серії з'являється, щоб попередити жителів про майбутній потужний землетрус, що відображає міфологічні уявлення людей про оселедцевого короля, який з'являється людям перед стихійними лихами або цунамі[7].